# Gerd Simons
Gerd Simons (* 20. Oktober 1951 in Offenbach am Main) ist ein ehemaliger deutscher Fußballspieler.

## Karriere
Simons kam aus der Jugendabteilung von den Kickers Offenbach ins Seniorenteam. Von da wechselte er 1973 zum Bundesligisten Eintracht Frankfurt. Bei der Eintracht kam er in der Saison 1975/76 zu seinen ersten Einsätzen im deutschen Profifußball. Sein Debüt gab er am 9. Spieltag, beim 1:1-Unentschieden gegen den 1. FC Kaiserslautern. Er wurde von Trainer Dietrich Weise zur 2. Halbzeit für Peter Krobbach eingewechselt. In der Spielzeit absolvierte er drei weitere Spiele. Im Folgejahr absolvierte er drei weitere Bundesligaspiele und landete mit seinem Team, mit 2 Punkten Rückstand, auf Meister Borussia Mönchengladbach auf dem 4. Tabellenplatz. 1978 wechselte er zum Kickers Obertshausen.